# 1126 Otero
1126 Otero è un asteroide della fascia principale del diametro medio di circa 11,96 km. Scoperto nel 1929, presenta un'orbita caratterizzata da un semiasse maggiore pari a 2,2722166 UA e da un'eccentricità di 0,1470806, inclinata di 6,50016° rispetto all'eclittica.
Il suo nome è in onore dell'attrice spagnola Agustina Otero Iglesias, conosciuta come La Bella Otero.